# Haren, Zuidlaren, Glimmen, De Punt, Oudemolen
Haren, Zuidlaren, Glimmen, De Punt, Oudemolen is een opzegversje dat bekend is in Groningen en Drenthe en dat een relatie legt tussen plaatsnamen en delen van het hoofd.
De vijf dorpen bevinden zich binnen een afstand van vijftien kilometer.
Onder het opzeggen worden de delen aangeraakt of aangewezen:
- Haren - hoofdharen
- Zuidlaren - het voorhoofd
- Glimmen - de ogen
- De Punt - de neus
- Oudemolen - de mond

De meeste associaties zijn direct duidelijk, alleen Zuidlaren vergt enige uitleg. In dit dorp bevindt zich namelijk de psychiatrische kliniek Dennenoord. Het voorhoofd wordt dan ook aangetikt als verwijzing naar getikt, voor gek.
Van dit opzegversje is uit de jaren vijftig ook de volgende ondeugende variant bekend:
- Haren
- Zuidlaren
- Glimmen
- De Punt
- Mond
- Kippenstront (hierbij wordt even met duim en wijsvinger getrokken aan de huid tussen kin en strot)